# Жаровская волость
Жаровская волость — историческая административно-территориальная единица в составе Покровского уезда Владимирской губернии.

## История
В середине XII — начале XIII веков территория принадлежала Ростово-Суздальскому княжеству.

## Населённые пункты
По данным на 1905 год из книги Список населённых мест Владимирской губернии в Жаровскую волость входили следующие населённые места:
- Балина имение
- Вспушка (село, при нём лесная сторожка)
- Грибово (сельцо)
- Евдокимцево
- Ермолино
- Жары (при деревне лесная сторожка)
- Ивачи
- Кобяки
- Колабродово (при деревне лесная сторожка; в настоящее время деревня называется «Колобродово»)
- Костенево
- Костино (сельцо)
- Крюки
- Ловченко имение
- Лошаки
- Ново-Спасское (село)
- Новое Стенино (при деревне лесная сторожка)
- Норкино
- Поляны
- Попиново
- Рождество (сельцо, при нём лесная сторожка)
- Санино
- Семенково
- Собашникова усадьба
- Становцево
- Старое Стенино
- Чуприяново

## История
В апреле 1924 года Жаровская и Короваевская волости были объединены.

## Волостное правление
По данным на 1900 год: волостной старшина — Карп Мартынович Киселёв, писарь — Никита Степанович Субботин.
По данным на 1910 год: волостной старшина — Яков Авсюнин, писарь — Иван Сергеев.

## Население
В 1890 году Жаровская волость Покровского уезда включает 8913 десятин крестьянской земли, 23 селения, 1027 крестьянских дворов (14 не крестьянских), 5005 душ обоего пола. Административным центром волости было село Жары.

## Промыслы
По данным на 1895 год жители волости занимались отхожими промыслами (плотники, фабричные рабочие, пекаря (из деревни Покровка), портные (из деревни Лошаки)) и местными промыслами (гончарным делом в деревне Жары; в сельце Рождество строили на вывоз срубы и занимались ткачеством (нанка и карусет)).

### Сбор на полях диких камней
В начале XX века осенью собирали на полях мелкие камни и складывали их в кучи у края дороги, зимой крестьяне продавали их на ближайших железнодорожных станциях. Сбором камней занимались в северных волостях уезда: Дубковской, Жаровской, Жердевской, Коробовщинской, Овчиннинской, Фуниково-Горской. Камень продавали по 13—18 рублей за кубический сажень.